# Hypocrita albimacula
Hypocrita albimacula är en fjärilsart som beskrevs av Druce 1897. Hypocrita albimacula ingår i släktet Hypocrita och familjen björnspinnare. Inga underarter finns listade i Catalogue of Life.